# 통영 삼도수군통제영
통영 삼도수군통제영(統營 三道水軍統制營)은 대한민국 경상남도 통영시 문화동에 있는 조선시대 삼도수군통제사의 관저로, 삼도수군의 본영이다. 1998년 2월 20일 대한민국의 사적 제402호 통제영지(統制營址)로 지정되었으나, 2011년 7월 28일 통영 삼도수군통제영으로 문화재 명칭이 변경되었다.

## 지정 사유
통제영지는 조선 선조 36년(1604년) 제6대 이경준 통제사가 창건, 고종 32년(1895년) 폐영될 때까지 약 300년동안 해상요충의 총사령부로서 번성을 이루었던 곳으로서 문헌상 기록이나 1996년에 실시한 바 있는 지표조사결과에 의해 당시의 통제영에 있었던 100여동의 주요 관아건물들의 위치확인이 가능하고 동 유적의 국방유적지로서의 중요성 및 역사성 등이 인정되어 국가지정문화재(사적)로 지정되었다.

## 연혁
통제영은 임진왜란이 발발한 그 이듬해인 선조 16년(1593년) 삼도수군통제사 직제를 새로 만들어 당시 전라좌수사였던 이순신에게 이를 겸임케 한 것에서 비롯되었으며, 통제사의 본영을 삼도수군통제영 또는 약칭으로 통제영, 통영이라 했으며, 임란당시 초대 통제사로 제수된 전라좌수사 이순신의 한산진영이 최초의 통제영이다. 선조 36년(1603년) 제6대 이경준 통제사가 통제영을 이 곳 두룡포(현 통영시 관내)로 정하고는 통제영터를 닦기 시작하여 2년만인 선조 38년(1605년) 음력 7월 14일 세병관, 백화당, 정해정 등을 창건하여 고종 32년(1895년) 각도의 병영 및 수영이 폐영될 때까지 292년간 존속되었다. 한일합방 이후 일제의 민족정기 말살정책에 의해 세병관만 남겨두고 대·소 관아 100여동의 건물들이 모두 헐리고, 이후 학교, 법원, 검찰청, 세무서 등이 들어섰다. 1975년 세병관 및 주변지역을 정비하고, 1996년 지표조사를 실시하여 유구가 확인되었다.

## 현황
당시의 통제영의 건물 중 현존하는 것은 국보 제 305호로 지정된 "세병관"뿐이며 1987년에 복원된 수항루(受降樓:매년 행하는 춘추군점 때 가왜장으로부터 항복을 받는 의식을 행하던 곳) 1동과 안내판 4기가 있다.
수항루를 지나 우측에는 지방유형 제112호인 두룡포기사비와 비각 건물이, 좌측에는 매표소 및 관리사 건물이 위치하고 있다. 통제사 내아인 운주당·경무당 지역에는 창원지방법원 통영지원과 창원지방검찰청 통영지청 건물이, 통제사 집무실이었던 백화당과 관아에서 사용하던 각종 물품을 남품한 공고(12공방, 선자방) 지역에는 통영초등학교가 통제사 참모장의 군영인 중영 및 중영내아 등 지역에는 통영세무서가, 그밖에 파취헌, 분뇨정 등 지역에는 충렬여자중·상업고등학교가 각각 위치하고 있는 등 통제영지 대부분의 지역은 주요 관공서 건물이 들어서 있다. 통제영지는 동남향으로 통영 앞바다를 굽어보는 지형으로 통제영지 주변일대는 일반주택지로 되어 있다. 최근에 통제영지내에 있는 법원, 검찰청사, 세무서, 학교 등 관공서 건물에 대한 이전 계획이 추진되고 있다.

## 같이 보기
- 통영 세병관
- 삼도수군통제사
- 대한민국 해군본부
- 대한민국 해군작전사령부